# دهستان رامجرد یک
دهستان رامجرد یک نام دهستانی در بخش مرکزی شهرستان مرودشت، استان فارس در ایران است. براساس سرشماری مرکز آمار ایران در سال ۱۳۸۵، جمعیت آن ۱۰۱۳۸ نفر (۲۲۵۴ خانوار) بوده‌است.